# C1 (projekt samolotu)
C1 – projekt samolotu turystycznego, jednosilnikowego dolnopłatu opracowanego przez inż. Tadeusza Chylińskiego w połowie 1945 roku w Milanówku.

## Opis samolotu
Myślą przewodnią przy projektowaniu było stworzenie popularnego, trzymiejscowego samolotu turystycznego, przedstawiającego dla użytkownika pełnowartościowy sprzęt pod względem właściwości pilotażu, przeciętnych wyczynów, wygody oraz wyposażenia, przy zachowaniu niskich kosztów wytwarzania i eksploatacji. Ze względu na przewidywaną dużą dewastację przemysłu krajowego przez wojnę, zwłaszcza jeśli chodzi o przemysł metalowy, planowo i z wyrachowaniem niszczony przez wroga, wybrano konstrukcję drewnianą, zapewniającą w tych warunkach większe możliwości realizacji. Z powyższych względów duży nacisk położony został na prostotę konstrukcji, dającej się całkowicie wykonać przy użyciu stosunkowo prostych maszyn i narzędzi, które w tych warunkach nietrudno będzie skompletować. W celu zwiększenia bezpieczeństwa podczas użytkowania, planowano wyposażyć samolot w następujące urządzenia:
- klapy krokodylowe, których rozpiętość sięgałaby od kadłuba do lotki, wychylane o 15°,30°,60° w sposób wygodny uruchamiane z obu miejsc w kabinie pilota;
- lockheadowską szczelinę, umieszczoną w pobliżu krawędzi natarcia płata wzdłuż połowy rozpiętości lotki, zapewniającą dobrą sterowność płatowca na dużych kątach natarcia (przy przeciągnięciu), przez opóźnienie oderwania strugi od górnej powierzchni skrzydła;
- szczelinowe lotki różnicowe;
- hamulce na obydwa koła, działające niezależnie, skracające wybieg po wylądowaniu i ułatwiające manewrowanie na ziemi;
- skrzydełka Flettnera na sterze wysokości, umożliwiające stateczny lot poziomy z wolno puszczonym sterem dla wszelkich dopuszczalnych położeń środka ciężkości;
- aerodynamiczna kompensacja i dobre wyważenie statyczne sterów i lotek, wykluczające powstanie niebezpiecznych dla konstrukcji drgań tych elementów i znacznie zmniejszające wielkości sił na sterownicach;
- olejowo-powietrzna amortyzacja podwozia o skoku 220 mm, zapewniająca miękkie lądowanie;
- wygodna, obszerna, dobrze wentylowana kabina;
- podwójne sterowanie.

Skrzydło jednodźwigarowe, trójdzielne, z kesonem pracującym na skręcanie. Część środkowa, zawierająca podwozie jednogoleniowe, miała stanowić z kadłubem jedną całość. Zewnętrzne części skrzydła mocowane do części środkowej za pomocą trzech sworzni stożkowych. Dostępny z kabiny bagażnik na bagaż do 20 kg. Sztywny napęd steru głębokości za pomocą popychaczy. Głównym tworzywem konstrukcyjnym miało być drewno sosnowe oraz sklejka lotnicza brzozowa i olszowa; okucia nośne i inne odpowiedzialne części pracujące zaprojektowano jako spawane z blach chromomolibdenowych, inne okucia i elementy przenoszące mniejsze siły z blach i rur ze stali węglowej (ok. 0,15% C z domieszką magnezu). Zbiorniki paliwa i smaru spawane z blach aluminiowych. Obliczenia wytrzymałościowe przeprowadzono zgodnie z polskimi przepisami wytrzymałości samolotów, obowiązującymi przed wojną, opracowanymi i wydanymi w 1937 roku przez Instytut Techniczny Lotnictwa („Wymagana Wytrzymałość Samolotu” inż. Franciszek Janik – Warszawa 1937). Silnik przewidziano o masie do 150 kg o mocy od 100 do 150 KM. Rzeczywista szybkość lądowania byłaby dużo mniejsza od obliczeniowej teoretycznie Vmin = 80 km/h ze względu na oddziaływanie ziemi podczas lądowania oraz pewne, nie dające się ująć rachunkowo manewry pilota. Przypuszczalnie rzeczywista szybkość lądowania nie przekroczyłaby V1 = 65 km/h.
W lipcu 1945 roku opracowany projekt samolotu C1 (mogący również spełniać tak potrzebną w tamtym okresie rolę samolotu dyspozycyjno-kurierskiego, gdyż sieć dróg i linii kolejowych na skutek działań wojennych była w ogromnym stopniu zrujnowana) konstruktor złożył do rozpatrzenia w Departamencie Lotnictwa Cywilnego Ministerstwa Komunikacji. Ze względu jednak na budowę w Lotniczych Warsztatach Doświadczalnych (DWL) w Łodzi przez zespół inż. Tadeusza Sołtyka samolotu dyspozycyjnego Szpak-2 nie podjęto dokładniejszej analizy tej konstrukcji i C1 pozostał jako projekt.